# Ein Keloheinou
Ein Keloheinou (hébreu: אין כאלהינו « il n'y a rien comme notre Dieu ») est un poème liturgique juif chanté dans l'office quotidien du matin chez les Séfarades, tandis que les Ashkénazes le réservent aux offices de chabbat ou des fêtes vers la fin de l’office spécial de ces jours). Il introduit une étude talmudique devenue liturgique, sur l'encens et les épices.
L'air du chant de Ein Keloheinou est particulièrement reconnaissable car il est le même dans pratiquement toutes les synagogues.
Quatre noms de Dieu sont utilisés dans cette pièce :
1. Elohim (אלהים) - God
2. Adon (אדון) - Seigneur
3. Melekh (מלך) - Roi
4. Moshi'a (מושיע) - Sauveur

## Texte
| Traduction française                                        | Transcription                                                   | Hébreu                         |
| ----------------------------------------------------------- | --------------------------------------------------------------- | ------------------------------ |
| Il n'y a nul comme notre Dieu, nul comme notre Seigneur,    | Ein keloheinou, ein kadoneinou,                                 | אין כאלהינו אין כאדונינו       |
| nul comme notre Roi, nul comme notre Sauveur.               | ein kemalkenou, ein kemoshi'enou                                | אין כמלכנו אין כמושיענו        |
|                                                             |                                                                 |                                |
| Qui est comme notre Dieu? Qui est comme notre Seigneur?     | mi keloheinou? mi kadoneinou?                                   | מי כאלהינו מי כאדונינו         |
| Qui est comme notre Roi? Qui est comme notre Sauveur?       | mi kemalkenou? mi kemoshi'enou?                                 | מי כמלכנו מי כמושיענו          |
|                                                             |                                                                 |                                |
| Rendons grâce à notre Dieu, rendons grâce à notre Seigneur, | Nodè leloheinou, nodè ladoneinou                                | נודה לאלהינו נודה לאדונינו     |
| rendons grâce à notre Roi, rendons grâce à notre Sauveur.   | nodè lèmalkenou, nodè lèmoshi'enou                              | נודה למלכנו נודה למושיענו      |
|                                                             |                                                                 |                                |
| Béni soit notre Dieu, béni soit notre Seigneur,             | baroukh Eloheinou, baroukh Adoneinou,                           | ברוך אלהינו ברוך אדונינו       |
| béni soit notre Roi, béni soit notre Sauveur.               | baroukh Malkenou, baroukh Moshiei'enou.                         | ברוך מלכנו ברוך מושיענו        |
|                                                             |                                                                 |                                |
| Tu Es/C'est Toi notre Dieu, c'est Toi notre Seigneur,       | Atah hou Eloheinou, atah hou Adoneinou,                         | אתה הוא אלהינו אתה הוא אדונינו |
| c'est Toi notre Roi, c'est Toi notre Sauveur.               | atah hou Malkenou, atah hou Moshi'enou.                         | אתה הוא מלכנו אתה הוא מושיענו  |
| c'est Toi devant qui nos pères ont brûlé l'encens d'épices. | atah hou shehektirou avotenou lefaneikha, ett ketoret hassamim. |                                |